# Villalonga
Villalonga è un comune spagnolo di 3 696 abitanti situato nella comunità autonoma Valenciana.